# Thúng
Thúng là một dụng cụ của người Việt làm bằng tre hoặc các loài cùng họ tre, dùng đong đếm, chứa đựng.

## Kết cấu và công dụng
Tre được chẻ thành các thanh mỏng, đan lại tạo thành hình tròn dẹt, viền được cạp lại bằng các thanh tre lớn và dày hơn, cố định bằng dây buộc thường là dây mây.
Thúng từng được dùng rất phổ biến trong đời sống người Việt, đặc biệt là vùng nông thôn để đong và chứa đựng.
Ở một số địa phương, có thuyền thúng, hình dáng và kết cấu tương tự như chiếc thùng nhưng kích thước lớn hơn, đường kính lên đến 1,5 - 2m, được gia cố chắc chắn làm phương tiện đi lại trên mặt nước.

## Trong văn hóa đại chúng
Do sự gần gũi trong đời sống người Việt mà hình ảnh chiếc thúng rất quen thuộc, xuất hiện nhiều trong thơ ca dân gian.
- Buồn tình thúng lủng sàng hư,

Mãn mùa tính lại không dư đồng nào.
- Lành làm thúng, thủng làm mê.
- Ngồi thúng cất cạp
- Đá thúng đụng nia
- Buôn thúng bán mẹt
- Anh tiếc cái thuyền thúng mà chở đò ngang

Để cho thuyền ván nghênh ngang giữa dòng
- Anh chê thuyền thúng chẳng đi,

Anh đi thuyền ván có khi gập ghềnh
Ba chìm bảy nổi lênh đênh
- Em chê thuyền ván chẳng đi,

Em đi thuyền thúng có khi trùng triềng
Có khi đổ ngả đổ nghiêng
- Cùng nghề đan thúng; Túng nghề kéo vải sợi
- Mẹ em tham thúng xôi rền

Tham con lợn béo, tham tiền Cảnh Hưng
Em đã bảo mẹ rằng: đừng!
Mẹ hấm mẹ hứ mẹ bưng ngay vào
Bây giờ chồng thấp vợ cao
Như đôi đũa lệch so sao cho bằng.
- Lêu lêu mắc cỡ,

Lấy rổ mà đè,
Lấy nong mà đậy,
Lấy thúng mà bưng,
Lấy lưng mà núp.
- Trách chàng ăn ở chấp chênh

Em như thuyền thúng lênh đênh giữa dòng
May ra trời lặng nước trong
Chẳng may bão táp cực lòng thiếp thay
Công thiếp vò võ đêm ngày
Mà chàng ăn ở thế này chàng ôi
Thiếp như hoa đã nở rồi
Xin chàng che lấy mặt trời cho tươi
- Ai mà lấy thúng úp voi

Úp sao cho khỏi lòi vòi lòi đuôi.